# Nicéforo III
Nicéforo III Botaniates (en griego antiguo: Νικηφόρος Βοτανειάτης, romanizado: Nikēphóros Botaneiatēs, 1002-10 de diciembre de 1081) fue emperador del Imperio bizantino desde 1078 hasta 1081.
Nicéforo Botaniates era el strategos del Tema anatólico y comandante de las tropas de Asia Menor. Durante el reinado del emperador Miguel VII Ducas (1071–1078), el Imperio se estaba desmoronando y sufría un retroceso territorial cada vez mayor, un clima totalmente opuesto a los intereses imperiales de la burocracia civil, la cual se fue posicionando a favor de la antigua aristocracia militar, compuesta por los generales destacados de los themas.
En 1078, Nicéforo Botaniates lideró una insurrección en Oriente, mientras que al mismo tiempo Nicéforo Brienio era aclamado emperador en Adrianópolis. Miguel VII Ducas abdicó del trono y se refugió lejos de Bizancio, lo que Botaniates aprovechó para marchar sobre Constantinopla y proclamarse emperador. A su llegada triunfal cegó a su rival por el trono, Brienio, y se casó con la esposa del antiguo emperador, María de Alania, la cual a su vez mantenía supuestamente una relación con el futuro emperador Alejo I Comneno.
Nicéforo III no pudo hacer nada para mejorar la situación general del Imperio y Alejo Comneno lo derrocó en 1081, convirtiéndose este último en el primer emperador de la dinastía Comneno, durante la cual el Imperio sufrió un resurgimiento que detendría por un siglo la decadencia del Imperio bizantino.